# Szklarkowate (Corduliidae)
Szklarkowate (Corduliidae) – rodzina ważek różnoskrzydłych (Anisoptera). Rodzajem typowym rodziny jest Cordulia.
W Polsce występuje 6 gatunków, w tym 2 objęte częściową ochroną gatunkową: miedziopierś górska (Somatochlora alpestris) i miedziopierś północna (Somatochlora arctica).

## Systematyka
Tradycyjnie w obrębie rodziny szklarkowatych wyróżniano następujące podrodziny:
- Cordulephyinae
- Corduliinae
- Gomphomacromiinae
- Idionychinae
- Idomacromiinae
- Macromiinae
- Neophyinae

W oparciu o badania filogenetyczne Macromiinae zostały podniesione do rangi rodziny (Macromiidae), ponadto szereg rodzajów, głównie tych zaliczanych do podrodziny Gomphomacromiinae, zostało uznanych za incertae sedis, a następnie tymczasowo przeniesionych do rodziny Synthemistidae.

### Rodzaje
Obecnie (2025) do rodziny szklarkowatych zaliczane są następujące rodzaje:
- Aeschnosoma Selys, 1870
- Antipodochlora Fraser, 1939
- Cordulia Leach in Brewster, 1815
- Corduliochlora Marinov & Seidenbusch, 2007
- Cordulisantosia Fleck & Costa, 2007
- Dorocordulia Needham, 1901
- Epitheca Charpentier, 1840
- Guadalca Kimmins, 1957
- Helocordulia Needham, 1901
- Hemicordulia Selys, 1870
- Heteronaias Needham & Gyger, 1937
- Libellulosoma Martin, 1907
- Metaphya Laidlaw, 1912
- Navicordulia Machado & Costa, 1995
- Neurocordulia Selys, 1871
- Paracordulia Martin, 1906
- Pentathemis Karsch, 1890
- Procordulia Martin, 1907
- Rialla Navás, 1915
- Schizocordulia Machado, 2005
- Somatochlora Selys, 1871
- Williamsonia Davis, 1913